# Magnolia bawangensis
Espèce
Magnolia bawangensis est une espèce de plantes à fleurs de la famille des Magnoliaceae. C'est un arbre trouvé en Chine.

## Description
C'est un arbre.

## Répartition et habitat
L'espèce est trouvée en Chine (Guangdong, Hainan).